# Shawnee (Oklahoma)
Shawnee is een plaats (city) in de Amerikaanse staat Oklahoma, en valt bestuurlijk gezien onder Pottawatomie County.

## Demografie
Bij de volkstelling in 2000 werd het aantal inwoners vastgesteld op 28.692.
In 2006 is het aantal inwoners door het United States Census Bureau geschat op 29.989, een stijging van 1297 (4.5%).

## Geografie
Volgens het United States Census Bureau beslaat de plaats een oppervlakte van
115,7 km², waarvan 109,5 km² land en 6,2 km² water.

## Plaatsen in de nabije omgeving
De onderstaande figuur toont nabijgelegen plaatsen in een straal van 16 km rond Shawnee.

## Geboren
- Brad Pitt (1963), filmacteur en -producent